# Ludvík Frejka
Ludvík Frejka était un communiste, politicien et publiciste tchécoslovaque. Né  Ludwig Freund dans une famille juive allemande des Sudètes, il prit en juin 1945 la citoyenneté tchécoslovaque et un nouveau nom, Ludvík Frejka.

## Biographie

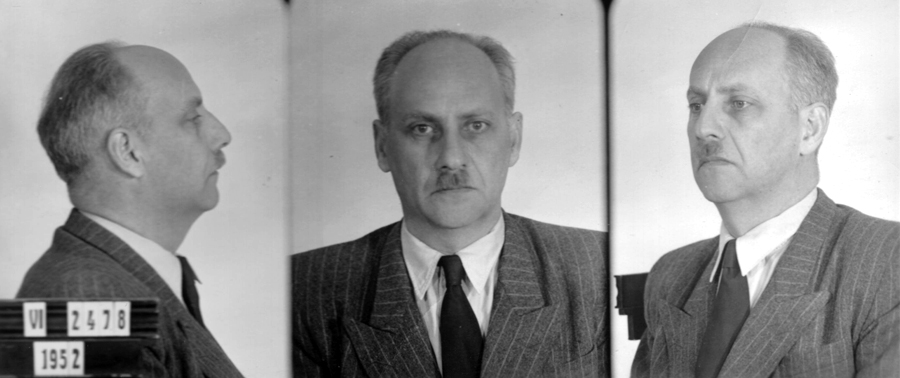
Ludvík Frejka peu avant sa pendaison

Ses parents étaient des médecins qui mourront à Theresienstadt.
Il fit ses études secondaires dans le gymnasium de Reichenberg (aujourd'hui Liberec).
De 1923 à 1927, il étudia l'économie à Berlin et à Londres (London School of Economics en 1925). En tant que membre du Parti communiste d'Allemagne, il dirigea la section étudiante communiste de l'université technique de Berlin . En 1923, il rejoignit le Parti communiste tchécoslovaque (PCT). Pendant ses études à Berlin, Freund était un ami proche de Johannes R. Becher.
Il s'installa à Prague où il dirigea jusqu'en 1930 le département économie du PCT. Il travailla ensuite à Aussig (aujourd'hui Ústí nad Labem), Komotau (aujourd'hui Chomutov) et  Teplitz-Schönau (aujourd'hui Teplice).
En 1935, il devint rédacteur en chef de Die Rote Fahne, qui avait dû s'établir à Prague à la suite de son interdiction par les nazis.
En 1939, à la suite de l'invasion nazie de la Tchécoslovaquie, il s'exila en Grande-Bretagne, où il fut d'abord interné, étant considéré comme un communiste hostile, et il passa les années 1940  et 1941 à l'isolement sur l'île de Man. Après l'invasion de l'URSS par l'Allemagne, il devint conseiller économique du Gouvernement provisoire tchécoslovaque en exil. Côtoyant les réfugiés germanophones, il contribua aux journaux Zeitspiegel et  Einheit. Dans ce dernier, il publia en 1943 un article affirmant son hostilité au déplacement des Allemands des Sudètes, mais il dut ensuite se plier à la discipline du parti qui souhaitait l'inverse. Dans les années 1944-1945, avec Josef Goldmann, il dirigea une équipe d'économistes, dont les points de vue influencèrent considérablement le programme économique du Parti communiste. Il fit aussi la connaissance de nombreux membres non communistes de l'exil tchécoslovaque, et il établit également des contacts étroits avec des représentants du Parti travailliste.
À partir de 1945, Ludvík Frejka est secrétaire de la Commission économique du Comité central du Parti communiste. En juin 1948, il devient chef du département de l'économie nationale du cabinet du président de la République et secrétaire de la commission centrale de planification. Fin janvier 1952, il fut arrêté et interrogé par le StB de Prague-Ruzyně dans ce qui allait devenir les procès de Prague, des parodies de procès qui avaient pour objectif d'éliminer des cadres du Parti communiste tchécoslovaque présentés de façon mensongère comme des opposants au régime de la République socialiste tchécoslovaque. Ils étaient inspirés des purges staliniennes, notamment des procès de Moscou. 
Dans une atmosphère de pression mentale et physique, il dut déclarer qu'en tant qu'agent des services secrets britanniques, il avait saboté la réalisation des plans de deux et cinq ans[pas clair] et avait contribué à maintenir la dépendance économique de la Tchécoslovaquie à l'égard des États capitalistes, dans le cadre d'une conspiration anti-étatique dirigé par Rudolf Slánský. Le tribunal prononça la peine de mort, qui fut immédiatement exécutée dans la prison de Pankrác.
En 1963, il fut réhabilité en même temps que Josef Frank. 
En avril 1968, il reçut l'Ordre de la République in memoriam.
Il eut un fils, Tomáš, qui aurait inspiré à Milan Kundera un personnage de La Plaisanterie, celui 
d'Alexej, qui dut publiquement dénoncer son père (arrêté comme traître) dans un journal avant de se suicider.

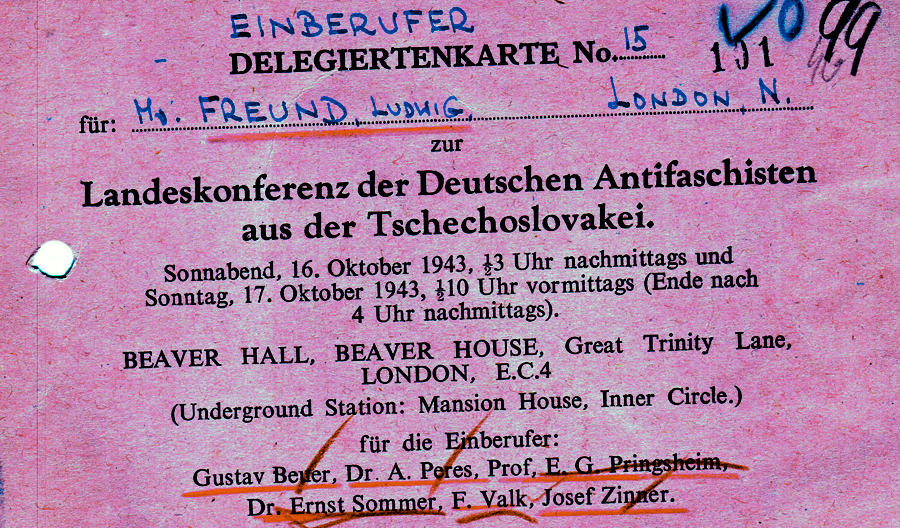
Carte au nom de Ludwig Freund pour une conférence d'anti-fascistes allemands sur la Tchécoslovaquie, octobre 1943, Londres